# Junkers G 24
Lo Junkers G 24 fu un aereo di linea e da trasporto civile, trimotore e monoplano ad ala bassa, sviluppato dalla Junkers Flugzeugwerke AG, divisione aeronautica della Junkers & Co., negli anni venti e prodotto, oltre che dalla stessa, anche su licenza dalla svedese AB Flygindustri.

## Storia del progetto
Nel 1920, l'aumento dell'esigenza di un maggior traffico aereo per rispondere alle aumentate richieste nello spostamento veloce di beni e persone nell'allora Repubblica di Weimar, aumentò il bisogno di un adeguato velivolo in grado di sostenere un maggiore capacità di carico. La proposta della Junkers fu il G 23, un ulteriore sviluppo del precedente F 13, originariamente progettato da Ernst Zindel dotandolo, come l'F 13, di un unico motore posizionato sul naso. Tuttavia, per le esigenze che doveva soddisfare, si rivelò sottopotenziato e per far fronte ad una maggiore richiesta di potenza vennero aggiunti altri due motori collocati in altrettante gondole sul bordo d'attacco delle due semiali. Tuttavia l'Internationalen Luftfahrt-Überwachungskommision, la commissione internazionale addetta al controllo del rispetto delle norme di restrizione in campo aeronautico, decise di bloccarne lo sviluppo ritenendo che, a causa della potenza dei motori L2, potesse rivelarsi un modello potenzialmente utilizzabile a scopo militare.
Di conseguenza il progetto venne modificato, abbinando alla cellula una motorizzazione dalla potenza complessiva ridotta per rientrare nei parametri concessi per un modello da impiegare nell'aviazione commerciale, tuttavia sviluppo e produzione vennero trasferiti alla svedese AB Flygindustri, società controllata da Hugo Junkers con sede a Limhamn, a sud di Malmö, dove liberi da imposizioni il modello venne riequipaggiato con una motorizzazione adeguata.
Ridesignato G 24, venne prodotto in 3 lotti principali, caratterizzati dalle diverse motorizzazioni alternative adottate su richiesta del committente, ai quali si aggiunsero alcune conversioni di G 23. Tra il 1925 ed il 1929 vennero costruiti almeno 72 esemplari, dei quali 26 forniti alla Deutsche Luft Hansa (DLH).
Il modello fu anche utilizzato per una sua conversione rivolta al mercato dell'aviazione militare, sviluppata dalla AB Flygindustri. Indicato come Junkers K 30 e assemblato anche nella filiale di Fili, in Unione Sovietica, integrava armamento offensivo e difensivo ed era adatto a svolgere il ruolo di bombardiere leggero; in quella configurazione venne accettato e impiegato con la sigla JuG-1 (in russo ЮГ-1?) sia in configurazione convenzionale terrestre che in quella di idrovolante a scarponi da aeronautica militare e aviazione di marina.

## Impiego operativo
Il G 24 venne integrato nella flotta Deutsche Luft Hansa. Il 1º maggio 1926 fu utilizzato per inaugurare la prima rotta passeggeri in notturna al mondo collegando Berlino all'aeroporto di Königsberg.
Il modello venne inoltre acquistato da numerose compagnie aeree estere operando in Svizzera, Turchia, Spagna, Italia, Brasile, Austria, Grecia, Finlandia e Afghanistan.

### Primati
Il G 24 riuscì a fissare una serie di primati nel campo della portata utile. Zavorrato con un carico di 1 000 kg, il pilota collaudatore dell'azienda Wilhelm Zimmermann riuscì a percorrere la distanza di 500 km alla media di 209,115 km/h. Successivamente, con Fritz Horn ai comandi, fu in grado di stabilire un nuovo record mondiale grazie ad un volo di 2 020 km compiuto in 14 h e 23 min, alla media di 140 km/h.
La maggiore impresa tuttavia venne pianificata nel 1926. Due esemplari di G 24, decollati il 24 luglio 1926, riuscirono a percorrere i circa 20 000 km che dividono Berlino e Pechino in sole 10 tappe. In realtà era previsto che l'ultimo scalo fosse Shanghai ma le avvisaglie di quella che sarebbe diventata in breve tempo la guerra civile cinese sconsigliarono di attuare il percorso originale. I due velivoli presero la via del ritorno atterrando a Berlino il 26 settembre 1926. Successivamente, durante l'anno, venne creata una rotta commerciale trans-euro-asiatica.

## Versioni
- G 23 - prototipo caratterizzato dalla propulsione mista affidata ad un BMW IIIa centrale più due Mercedes D.I realizzato nel 1924.
- G 24 - versione migliorata dotata di un Junkers L2 centrale e due Mercedes D.IIIa, realizzata nel 1925.
- G 24a - motorizzato con 3 Junkers L2 fissati sul muso e sulle ali, dotati di cappottature di minori dimensioni, a volte equipaggiati con uno Junkers L5 centrale. Due esemplari destinati all'Italia adottarono centralmente un Isotta Fraschini da 300 CV (221 kW).

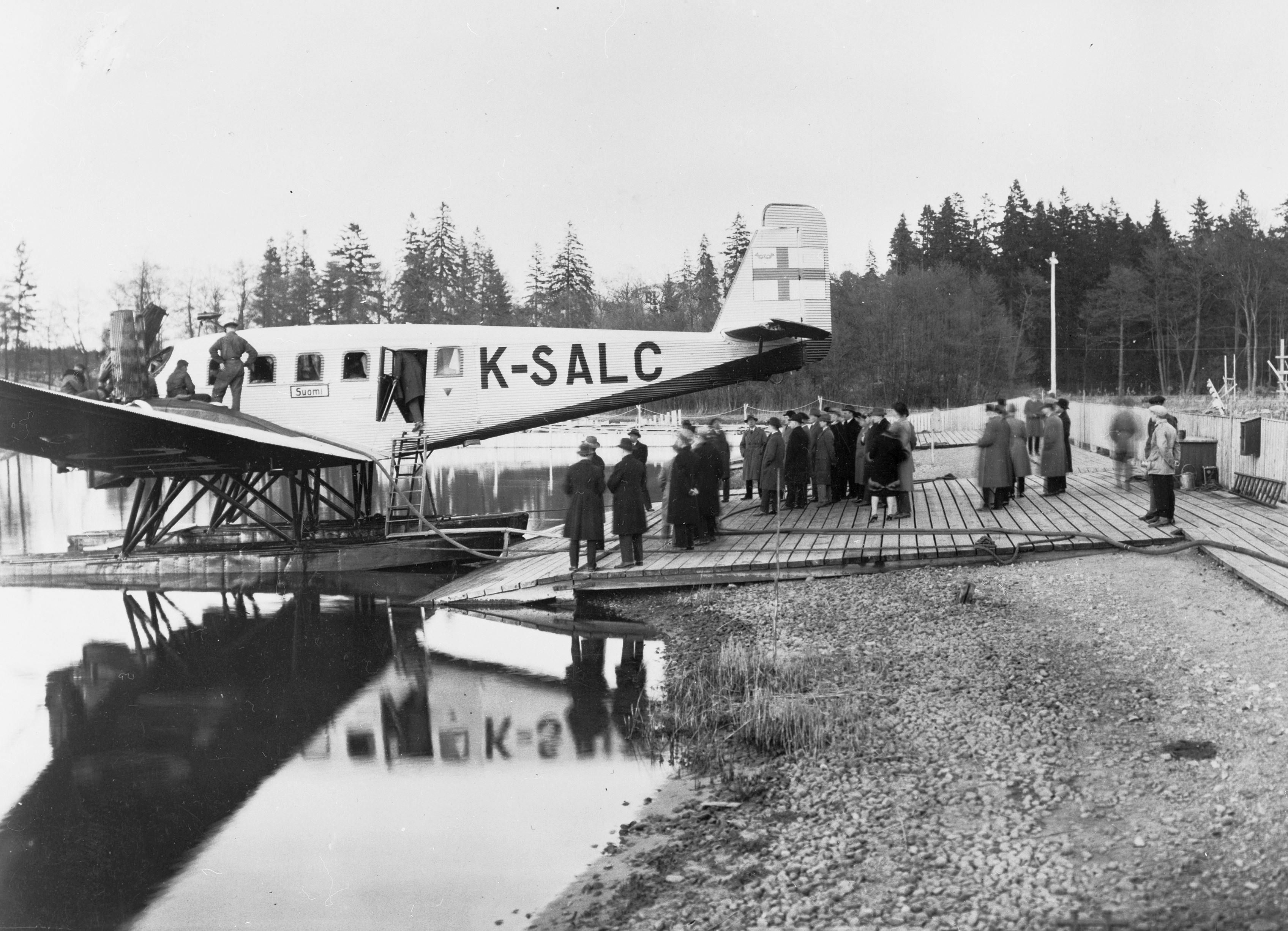
Junkers G 24, Aero OY

- G 24ba - motorizzato con 3 Junkers L2, attacchi motore rinforzati.
- G 24b1a - versione idrovolante del G 24ba destinata alla compagnia aerea finlandese Aero O/Y.
- G 24bi - motorizzato con un Junkers L 5 centrale e due L 2.
- G 24ce - motorizzato con 3 Junkers L 5, dotato di una radice alare di maggiori dimensioni (dal 1926)
- G 24e - motorizzato con 3 Junkers L 5
- G 24de - attacchi rinforzati, cappottature motori più piccole.
- G 24fe - giunto ali centrale incrementato
- G 24ge - giunto ali ulteriormente allargata.
- G 24g1e - versione idrovolante del G 24ge, utilizzato per esperimenti con siluri.
- G 24gu -  motorizzato con un Junkers L 5G centrale e due Junkers L 5.
- G 24gn - unico esemplare, motorizzato con un Junkers L5 centrale da 310 kW.
- G 24he - ala modificata, struttura carrello separata, cabina di pilotaggio rivista aerodinamicamente, capacità incrementata a 14 passeggeri.
- G 24h1e - versione idrovolante del G 24he.
- G 24hu - unico esemplare, motorizzato con 3 BMW Va.
- G 24li - versione modificata del G 24a/b, con un Junkers L 5 centrale.
- G 24mai - versione modificata per l'Italia del G 24e, con un motore centrale Isotta Fraschini.
- G 24nao - prototipo del K 30, motorizzato con 3 Rhone Jupiter.
- G 24L - motorizzato con 3 Junkers L 5G.
- F 24kae - unico esemplare, utilizzato come aereo di test per il motore Daimler-Benz DB 600 e DB 601.
- F 24kai - unico esemplare, utilizzato come aereo di test per il motore Jumo 211.
- F 24kau - motorizzato con un BMW VIau.
- F 24kay - utilizzato come aereo di test per il motore Jumo 4, nell'ottobre 1933 (numero di serie 839).
- F 24ko - motorizzato con un solo BMW VIU.
- G3 S1 24 - progetto di aeroambulanza dal 1924, motorizzato con tre Junkers L 2.
- G1 Sa 24 - progetto di aereo da ricognizione dal 1924, monomotore.
- G2 Sb 24 - progetto di bombardiere, con varie soluzioni di tre motori.
- K 30 - versione militare del G 24, realizzato nel 1926.
- K 30b - denominazione russa, fittizia, per la versione standard del K 30 (non è una denominazione ufficiale Junkers).
- K 30c - denominazione russa, fittizia, per la versione idrovolante del K 30 (non è una denominazione ufficiale Junkers).
- K 30do - versione monomotore del K 30, motorizzata con un Jumo 4 del 1931, mai prodotta
- TB2 - denominazione dell'esercito sovietico del K 30 (non è una denominazione ufficiale Junkers).
- JuG-1 - denominazione per la riconversione militare del R 42 a K 30 nella fabbrica di Fili (Mosca).

## Utilizzatori

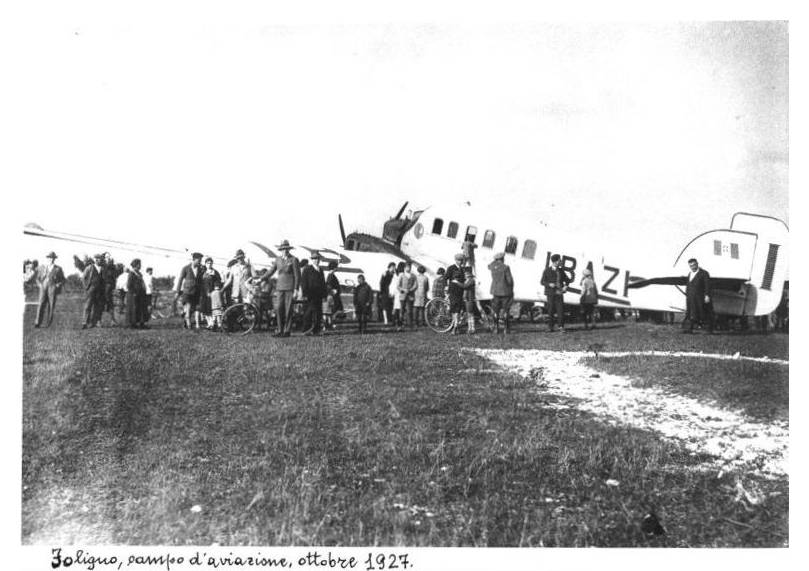
Uno Junkers G 24ge della Transadriatica durante uno scalo all'Aeroporto di Foligno; Ottobre 1927.

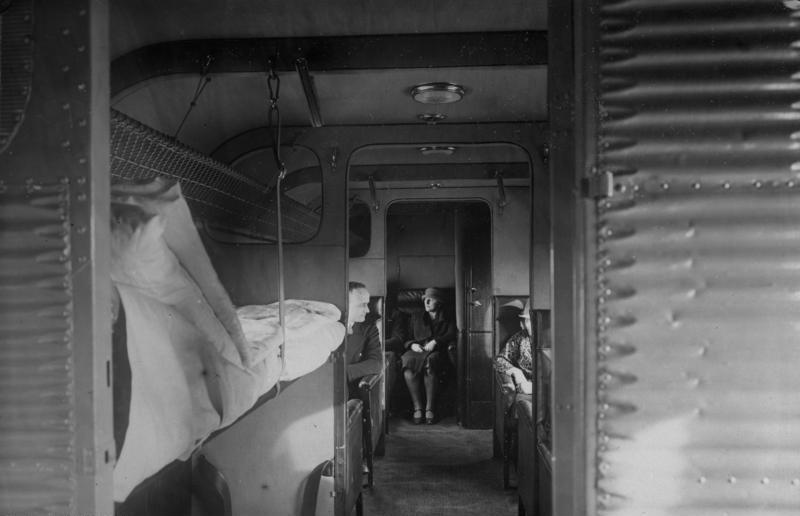
Interno di uno Junkers G 24.

### Civili
Afghanistan
 Austria
- ÖLAG (Österreichishe Luftverkehrs AG)

 Brasile
- Syndicato Condor

 Finlandia
- Aero O/Y

 Germania
- Deutsche Luft Hansa (DLH)

 Grecia
 Italia
- Società anonima di navigazione aerea transadriatica
- Ala Littoria

 Jugoslavia
 Spagna
- Compañía Aérea Española
- Líneas Aéreas Postales Españolas (LAPE)

 Svezia
- AB Aerotransport

 Svizzera
- Ad Astra Aero

4 esemplari registrati ma non utilizzati dalla compagnia.
 Turchia
 Unione Sovietica

### Militari
Cile
- Fuerza Aérea de Chile

 Germania
- Luftwaffe